# Privativní opozice
Privativní opozice označuje základní druh protikladu, neboli opozice, mezi dvěma lingvistickými konstrukty. Jiné druhy lingvistického protikladu jsou ekvipolentní opozice a graduální opozice.
Privativní opozici máme tehdy, když pouze jeden člen kontrastující dvojice se vyznačuje daným rysem - atributem. Může se jednat o atribut formální nebo významový. Člen, který se tímto rysem vyznačuje, je považován za příznakový člen (viz teorii příznakovosti). U druhého členu dvojice daný rys chybí, a proto je považován za bezpříznakový, respektive základní, člen dvojice. Privativní opozice je tudíž nesymetrický vztah.
Jako příklad privativní opozice lze uvést protiklad mezi krátkou a dlouhou samohláskou v češtině, který se vyskytuje v minimálním páru „kat“ versus „kát (se)“. Považujeme-li krátkou samohlásku za základní, bezpříznakový člen, pak daný atribut, kterým se oba členy dvojice budou lišit, je slabičná délka. Protiklady ve fonologii mají pochopitelně pouze formální stránku, neboť fonémy nejsou přímo nositeli významu.
U významových jednotek přistupuje navíc stránka obsahová. Lze si to ukázat na kontrastu mezi dvojicí oslovení: „vážení přátelé“ a „vážené přítelkyně“. Ač by se zdálo, že protiklad mezi nimi je symetrický, a to ekvipolentní, tj. gramatický rod u prvního je mužský a u druhého ženský, jsou přesto obsahově ve vztahu privativní opozice. Nepříznakovým oslovením „vážení přátelé“ oslovujeme nejen skupinu, kde jsou samí muži, ale i skupinu zahrnující muže i ženy. Druhé oslovení je naopak vyhrazeno jen pro oslovování skupiny žen. Proto ho považujeme za příznakové, a opozici mezi těmito osloveními budeme označovat jako privativní.